# Chapelieria madagascariensis
Chapelieria madagascariensis är en måreväxtart som beskrevs av Achille Richard och Dc.. Chapelieria madagascariensis ingår i släktet Chapelieria och familjen måreväxter. Inga underarter finns listade i Catalogue of Life.